# À quelque chose près
En mathématiques, l'expression « à quelque chose près » peut avoir plusieurs sens différents.
Elle peut indiquer la précision d'une valeur approchée ou d'une approximation. Par exemple, « a est une valeur approchée de x à ε près » signifie que la condition  {\displaystyle \vert a-x\vert \leq \varepsilon }  est vérifiée.
Elle peut aussi signifier que des éléments d'une certaine classe d'équivalence doivent être considérés comme ne faisant qu'un. Dans l'expression à x(y) près, x (voire y) représente(nt) alors une propriété ou un processus qui transforme un élément en un autre de la même classe d'équivalence, c'est-à-dire en un élément considéré comme équivalent au premier. En théorie des groupes par exemple, nous pouvons avoir un groupe G agissant sur un ensemble X, auquel cas on peut dire que deux éléments de X sont équivalents « à l'action de groupe près », s'ils appartiennent à la même orbite.

## Exemples
Dans le problème des huit dames, si les huit dames sont considérées comme distinctes, il y a 3 709 440 solutions.
- Cependant, les dames sont normalement considérées comme identiques, et l'on dit qu'il y a (3 709 440/8!, soit) « 92 solutions à permutation près des dames », ce qui signifie que deux arrangements différents des dames sont considérés comme équivalents si l'un s'obtient à partir de l'autre par une permutation des dames, ou encore, si les places occupées par les dames sur l'échiquier sont les mêmes dans les deux arrangements. Dans des contextes informels, les mathématiciens emploient souvent le mot modulo (ou en abrégé « mod. ») dans le même sens, comme dans la phrase « il y a 92 solutions modulo les noms des reines ». C'est une extension de la construction « 7 et 11 sont égaux modulo 4 » utilisée en arithmétique modulaire.
- Si, en plus de considérer les dames comme identiques, les rotations et réflexions de l'échiquier sont permises, il y a seulement 12 solutions à symétrie près, ce qui signifie que deux arrangements symétriques l'un de l'autre sont considérés comme équivalents.

Un autre exemple typique est l'affirmation suivante en théorie des groupes : il y a exactement deux groupes d'ordre 4 « à isomorphisme près ». Elle signifie qu'il existe une liste de deux groupes telle que tout groupe d'ordre 4 est isomorphe à un et un seul des groupes de la liste – on peut être plus précis : tout groupe d'ordre 4 est isomorphe à Z/4Z ou à (Z/2Z)2.